# Selección masculina de hockey sobre patines de Argentina
La selección masculina de hockey sobre patines de Argentina es el equipo formado por jugadores de nacionalidad argentina que representa a Argentina a través de la Confederación Argentina de Patinaje (CAP) en las competiciones internacionales organizadas por la Worldskate América (WSA), ente rector de ese deporte en América, y por la World Skate (WS). En la historia del Campeonato Mundial ha conseguido en 25 ocasiones el podio, logrando conquistar seis oros, nueve platas y diez bronces, siendo considerada una de las mejores selecciones del mundo en su disciplina. Además, es la única selección que ha ganado un oro olímpico, al vencer cuando la disciplina fue deporte de exhibición en los Juegos Olímpicos de Barcelona 1992. Ha obtenido 12 Campeonatos Sudamericanos, 2 Copas Américas y 8 Campeonatos Panamericanos, logros que la sitúan como la más ganadora de la región.

## Títulos

### Selección absoluta
- Juegos Olímpicos (1): 1992

Es la única selección que posee títulos en esta competición.
- Campeonato del Mundo (6): 1978, 1984, 1995, 1999, 2015, 2022
- Campeonato Sudamericano (12): 1959, 1963, 1967, 1971, 1975, 1977, 1981, 1984, 1985, 1987, 2004, 2022

Es la selección que más títulos posee de esta competición.
- Copa América (2): 2007, 2008

Es la selección que más títulos posee de esta competición.
- Campeonato Panamericano (9): 1979, 1987, 1991, 1993, 1995, 2005, 2011, 2018, 2024

Es la selección que más títulos posee de esta competición.
- Copa de Naciones (4): 1989, 1993, 2017, 2024

### Selección júnior
- Campeonato del Mundo Júnior (3): 1999, 2005, 2022
- Campeonato Sudamericano Sub-19 (1): 2022

## Jugadores
Convocados para el World Roller Games 2019, Barcelona.
- Valentin Grimalt (Amatori Lodi –  Italia)
- Constantino Acevedo (Barcelos – Portugal)
- Matías Platero (Sport Lisboa –  Portugal)
- Matías Pascual (Barcelona –  España)
- Reinaldo García (Porto –  Portugal)
- Gonzalo Romero (Sport Lisboa –  Portugal)
- Lucas Ordóñez (Benfica –  Portugal)
- Carlos Nicolía (Benfica–  Portugal)
- Ezequiel Mena (Barcelos –  Portugal)
- Facundo Bridge (Liceo –  España)
- Franco Ferrucio (UD Oliveirense –  Portugal)
- Fabricio Cioccale (Liceo –  España)
- Pablo Álvarez  –  Portugal)

## Miembros Técnicos
- José Luis Páez - Director técnico:
- Daniel Cocinero   - 2° Director técnico
- Rodolfo Madrid  - Preparador Físico
- Eduardo Chancay  - Kinesiólogo
- Martín Moral Alcober  - Utilero
- Sebastián "Diablillo" Hechevarria  - jugador especial
- LOPEZ CASTRO Cristian Matias- Medico Traumatologo